# Визирівка
Ви́зирівка — село в Україні, у Садівській сільській громаді Сумського району Сумської області. Населення становить 85 осіб. До 2020 орган місцевого самоврядування — Шпилівська сільська рада.

## Географія
Село Визирівка знаходиться на березі річки Стрілка, вище за течією на відстані 0,5 км розташоване село Доценківка, нижче за течією на відстані 0,5 км розташоване село Великий Яр, за 1,5 км — зняте з обліку 1989 року с. Мазне. Поруч проходять автомобільні дороги Н07 і Т 1909.

## Історія
12 червня 2020 року, відповідно до Розпорядження Кабінету Міністрів України № 723-р «Про визначення адміністративних центрів та затвердження територій територіальних громад Сумської області» увійшло до складу Садівської сільської громади.
19 липня 2020 року, в результаті адміністративно-територіальної реформи та ліквідації Сумського району(1923—2020), село увійшло до складу новоутвореного Сумського району.